# Lieven van Pottelsberghe

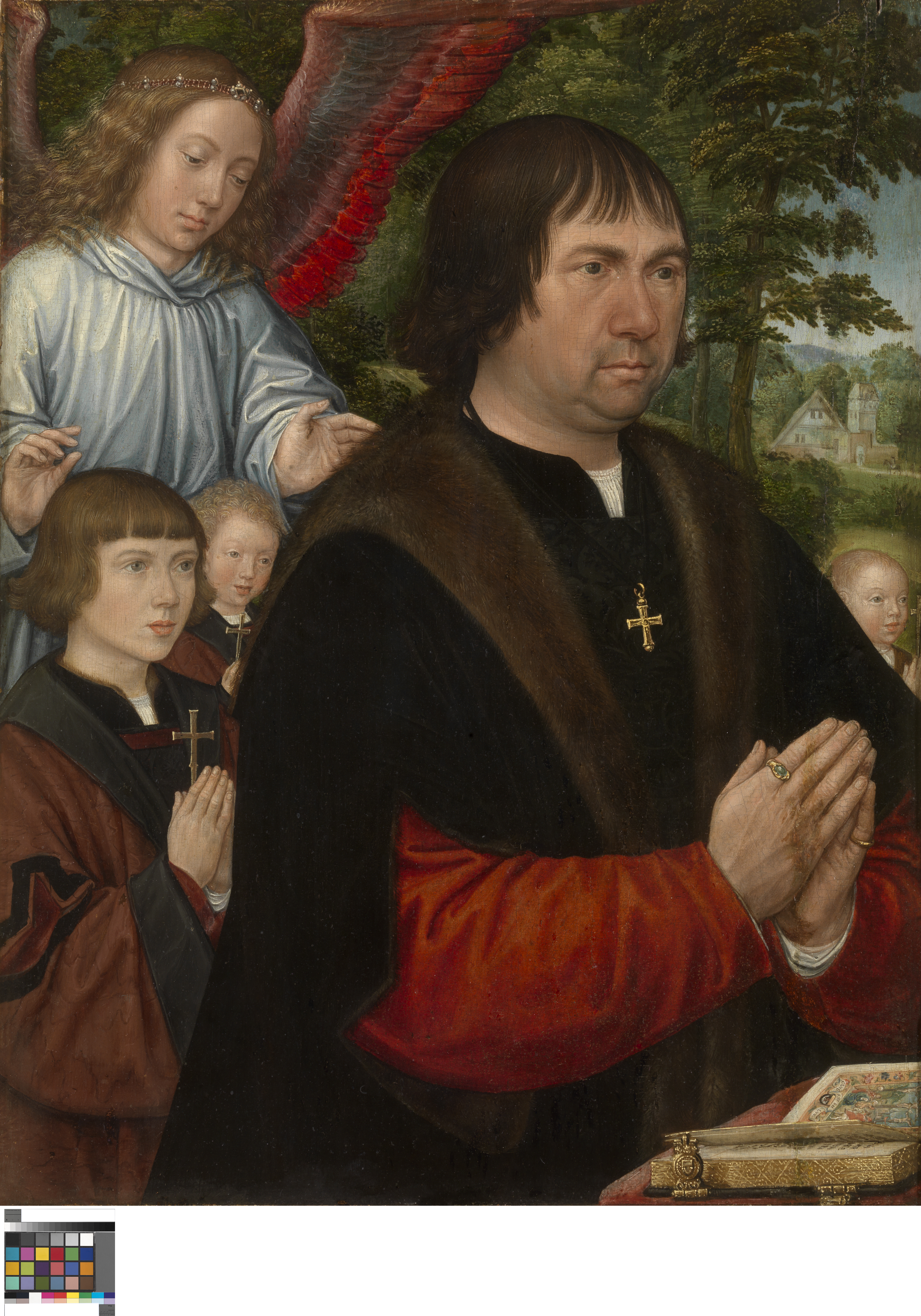
Portret van Lieven van Pottelsberghe, collectie Museum voor Schone Kunsten (Gent)

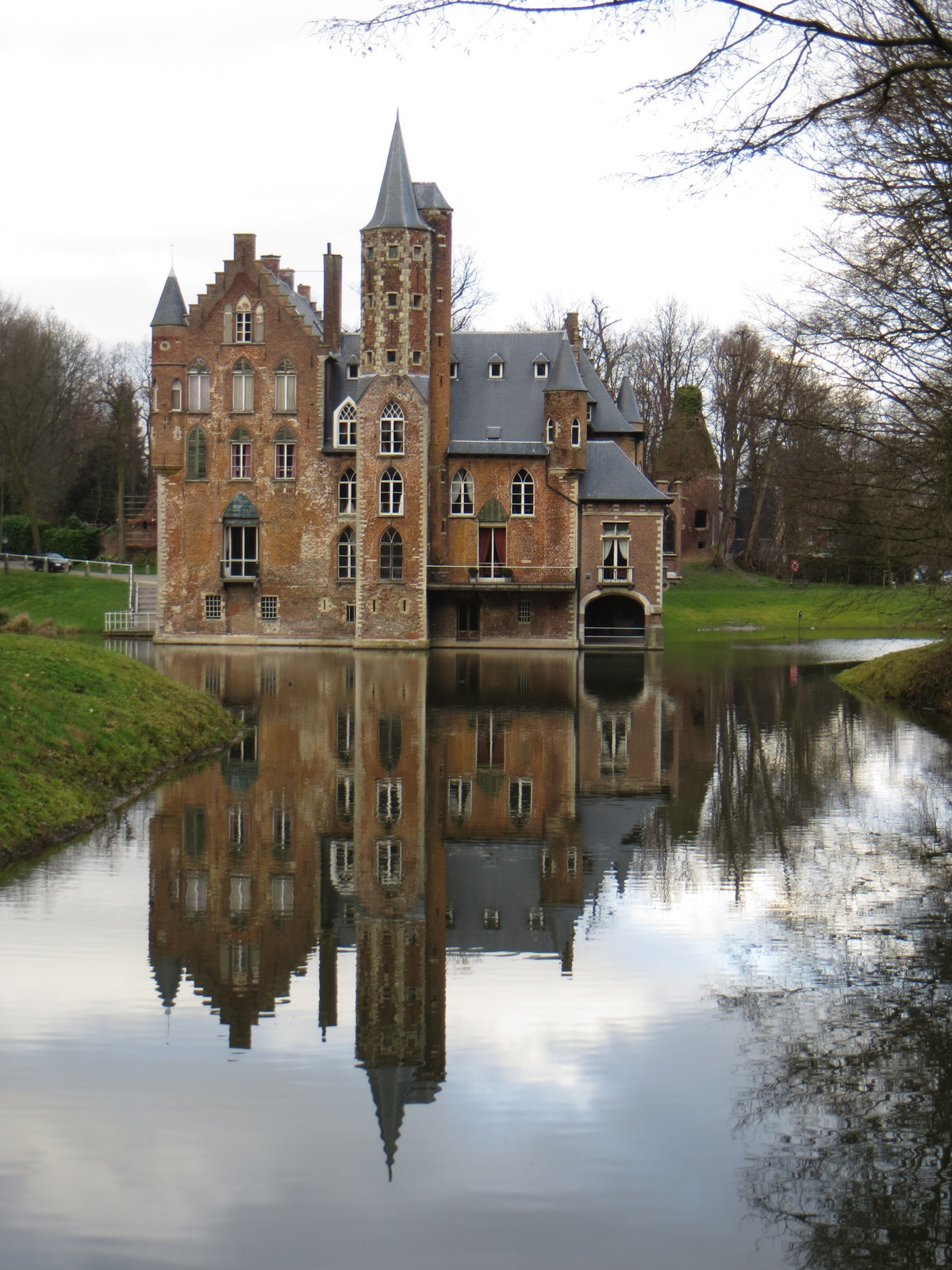
Kasteel van Wissekerke

Lieven van Pottelsberghe (Gent, 1470/75 - 1531) was een mecenas en weldoener en was beroepshalve hoger ambtenaar en raadsheer in dienst van keizer Karel, graaf van Vlaanderen.

## Levensloop

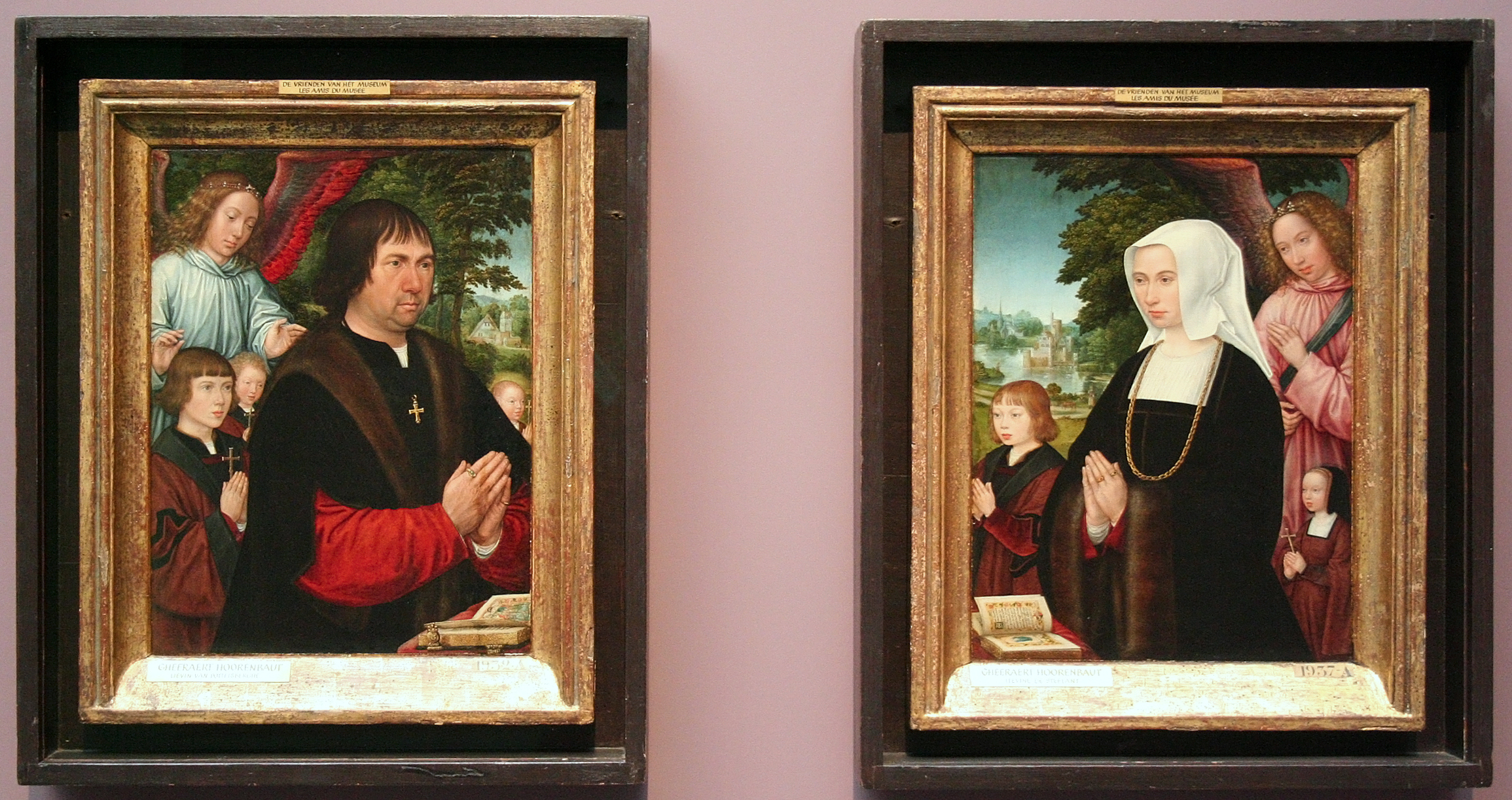
Portret van Lieven van Pottelsberghe en zijn vrouw Livina van Steelant

Van Pottelsberghe was een zoon van Lieven van Pottelsberghe († 1479) en Livina Snibbels († 1513). Hij trouwde met Livina van Steelant, een rijke erfdochter uit het Land van Waas. Ze hadden vijf kinderen, van wie alleen Frans van Pottelsberghe († 1545) zijn vader overleefde.
Rond 1500 stapte Lieven van Pottelsberghe in het beroepsleven. Men vindt hem terug als volgt:
- 1503: baljuw van Vinderhoute en van de ambachten van Assenede en Boechoute (bij Bazel), tevens als pachter van de tienden van de Onze-Lieve-Vrouwekerk in Merendree.
- 1505: ontvanger van de domeinen in Petegem, Oudenaarde, Asper, Zingem en Dendermonde.
- 1515-1518: hoogbaljuw van de stad en het land van Dendermonde.
- 1515-1517: hoofdschepen van het Land van Waas.
- 1519: pachter van de 'Grote Rol' in Antwerpen.
- 1508-1523: ontvanger-generaal van de beden voor Vlaanderen, Mechelen en Kassel.
- 1515-1531: raadsheer in de Raad van Vlaanderen.
- 1517: rekwestmeester in de Geheime Raad, die in die periode tijdelijk het bestuur van de Zuidelijke Nederlanden op zich nam, terwijl keizer Karel zich in Spanje of in Duitsland bevond.

In de tijdsspanne van een kwarteeuw werd Van Pottelsberghe immens rijk, met een grondbezit van meer dan 1700 ha. Hij bezat het Kasteel van Vinderhoute en het Kasteel Wissekerke.

## Mecenaat
Van Pottelsberghe had zijn hoofdverblijfplaats in Gent in het Hof van Vinderhoute, in de Hoogstraat. Het was voornamelijk in deze stad dat hij talrijke giften deed en activiteiten ondersteunde.
Als kerkmeester van de Sint-Michielskerk bekostigde hij:
- het praalgraf voor zichzelf en zijn echtgenote;
- glasramen;
- een Renaissancealtaar.

Hij bekostigde de restauratie en de uitbreiding van de Sint-Catharinagodshuizen of Alijnshospitaal.
Hij steunde met beurzen het onderwijs bij de paters hiëronymieten in Gent en aan de universiteit in Leuven.
Heel wat kerken, kloosters en liefdadige instellingen genoten van zijn milde steun. Ze werden rijkelijk in zijn testament bedacht.